# Manfred Krausbar
Manfred Krausbar (* 27. Juli 1942 in Linz) ist ein ehemaliger österreichischer Ruderer, der im Doppelzweier eine Silbermedaille bei Europameisterschaften gewann.

## Sportliche Karriere
Der 1,89 Meter große Krausbar startete für den EKRV Donau Linz.
Bei den Olympischen Spielen 1964 in Tokio erreichte der Vierer ohne Steuermann mit Dieter Ebner, Horst Kuttelwascher, Dieter Losert und Manfred Krausbar das B-Finale und belegte in der Gesamtwertung den achten Platz. 1965 bildete Krausbar mit Günter Bauer einen Doppelzweier, der 1965 den fünften Platz bei den Europameisterschaften in Duisburg erreichte. Im Jahr darauf wurden Bauer und Krausbar Siebte bei den Weltmeisterschaften 1966 in Bled. Zwei Jahre später erreichte Krausbar bei der olympischen Ruderregatta 1968 das B-Finale des Einer-Wettbewerbs und wurde Zehnter der Gesamtwertung.
Ab 1969 trat Krausbar zusammen mit Josef Puchinger im Doppelzweier an. Bei den Europameisterschaften 1969 in Klagenfurt gewannen die beiden die Silbermedaille hinter John von Blom und Thomas McKibbon aus den Vereinigten Staaten. 1970 kamen die beiden als Zweite des B-Finales auf den achten Rang bei den Weltmeisterschaften in St. Catharines. Ein Jahr später bei den Europameisterschaften 1971 wurden Krausbar und Puchinger Zehnte im Doppelzweier. Bei den Olympischen Spielen 1972 in München schieden Krausbar und Puchinger in den Hoffnungsläufen aus.
Krausbar war zusammen mit Puchinger 1969 und 1970 österreichischer Landesmeister im Doppelzweier. Er trainierte bis zum Ende seiner aktiven Laufbahn bei Franz Sika, der im Dezember 1972 starb.